# Andrea Carlino
Andrea Carlino (ur. 17 stycznia 1997) – włoski judoka. Olimpijczyk z Paryża, gdzie zajął dziewiąte miejsce w wadze ekstralekkiej.
Uczestnik mistrzostw świata w 2018 i 2024. Startował w Pucharze Świata w latach 2017-2023. Siódmy na mistrzostwach Europy w 2023. Trzeci na ME juniorów w 2016 roku.

## Letnie Igrzyska Olimpijskie 2024
| Konkurencja | Eliminacje        | Eliminacje            | Klas. końcowa |
| Konkurencja | Przeciwnik I      | Przeciwnik II         | Miejsce       |
| ----------- | ----------------- | --------------------- | ------------- |
| 60 kg       | Josh Katz (AUS) Z | Yang Yung-wei (TPE) P | 9.            |